# Мортейра, Саул Леви
Саул Леви Мортейра (Saul Levi Morteira; род. в Венеции ок. 1596; умер 10 февраля 1660) — голландский раввин (хахам), талмудист и проповедник португальского происхождения, учитель Спинозы и Моисея Закуто.

## Деятельность
Происходил, по словам испанского историка Мигуэля де Барриоса, из Германии — «de Alemania natural»
С 1616 года состоял хахамом португальской общины «Бет Яков» в Амстердаме, а с 1638 года — хахамом объединённых португальских общин. Мортейра учредил талмудическую школу «Кетер-Тора» («Венец закона»), где преподавал Талмуд и еврейскую религиозную философию. Из его учеников наиболее известны: будущий философ Спиноза и каббалист Моисей Закуто.

## Труды
Мортейре принадлежат:
- «גבעת שאול» — сборник проповедей (Амстердам, 1645);
- «Tractado de la verdad de la ley» — полемическое сочинение против нападок христиан и апология иудаизма; на начало XX века не издавалось; извлечение имеется в «Истории еврейской религии» («Histoire de la Religion des Juifs») француза Жака Банажа; еврейский перевод Исаака Гомеса де Госа (Isaac Gomez de Gosa) под заглавием «Torat Moshch» (תורת משה) оставался неизданным.

В рукописном виде сохранились трактаты Мортейра об откровении и бессмертии, много проповедей и т. д.